# Luju Alas
Das Luju Alas, auch Loedjoe Alas, ist ein Schwert aus Sumatra.

## Beschreibung
Das Luju Alas hat eine gerade, einschneidige Klinge. Die Klinge ist glatt und hat keinen Hohlschliff. Auf der Klinge ist ein Mittelgrat, der auf der Schneidenseite etwa nach einem Achtel beginnt und bogenförmig zur Mitte und zum Ort läuft. Die Klinge wird vom Heft zum Ort breiter und hat einen abgerundeten Ort. Das Heft besteht aus Holz oder Horn und wird nach seiner Form Hulu Iku Mie (englisch as the knotted tails of cats, „wie der geknotete Schwanz von Katzen“) genannt. Das Luju Alas wird von Ethnien aus Indonesien benutzt.